# Volvo Buses
A Volvo Buses é uma subsidiária e área de negócios da fabricante sueca Volvo, voltada para a produção de chassis e carrocerias de ônibus, que se tornou independente em 1968. Ela está localizada em Gotemburgo.
É a segunda maior fabricante de ônibus no mundo - produzindo anualmente mais de 10 000 unidades, com uma linha completa de chassis para ônibus para o transporte de passageiros.
Com uma presença global, os chassis estão sendo produzido na Europa, na América do Norte e do Sul, na Ásia e na Austrália.
No Brasil, a Volvo tem uma fábrica em Curitiba que produz os chassis Volvo B340M (antigo B12M), Volvo B290R (antigo B7R) e Volvo B270F.

## Produtos

### Chassis Atuais

#### Urbanos
| Modelo                            | Motor                | Potência       | Torque           |
| --------------------------------- | -------------------- | -------------- | ---------------- |
| B215LH/RH¹                        | Híbrido: Volvo I-SAM | Híbrido: 160cv | Híbrido: 81 mkgf |
| B215LH/RH¹                        | Diesel: Volvo D5E    | Diesel: 210cv  | Diesel: 81 mkgf  |
| B270F                             | MWM 7B270 EUV        | 270cv          | 97 mkgf          |
| B290R/RLE                         | Volvo D7E 290        | 290cv          | 122 mkgf         |
| B340M (Articulado e Biarticulado) | Volvo DH12E 340      | 340cv          | 173 mkgf         |
| B360S (Articulado e Biarticulado) | Volvo D9B 360        | 360cv          | 163 mkgf         |

¹ O Chassi B215LH/RH possui dois motores, um híbrido e outro movido a diesel.

#### Rodoviários
| Modelo                 | Motor          | Potência | Torque   |
| ---------------------- | -------------- | -------- | -------- |
| B290R (4x2)            | Volvo D7E 290  | 290cv    | 122 mkgf |
| B340R (4x2)            | Volvo D11C 330 | 330cv    | 166 mkgf |
| B380R (4x2, 6x2 e 8x2) | Volvo D11C 370 | 370cv    | 182 mkgf |
| B420R (6x2 e 8x2)      | Volvo D11C 410 | 410cv    | 203 mkgf |
| B450R (6x2 e 8x2)      | Volvo D11C 450 | 450cv    | 224 mkgf |

### Chassis Anteriores
- Década de 1950: B627
- Década de 1950-Década de 1960: B615/B616/B617
- Década de 1950-Década de 1960: B635/B638
- Década de 1950-Década de 1960: B705
- Década de 1950-Década de 1960: B725/B727
- 1951-1963: B655 (motor central)/B656/B657/B658
- Década de 1960: B715
- 1963-1965: B755
- Década de 1960-Década de 1980: B57 e BB57
- 1965-1998: B58/B58E
- 1970-1980: B59
- 1973-1985: B55
- 1978-2003: B10M/B10MA/B10MD
- Década de 1970-1991: B10R
- 1990-2002: B10B
- 1991-1998: B6/B6LE
- 1992-2000: Olympian
- 1992-2004: B10BLE
- 1993-Década de 2000: B10L/B10LA
- 1997-2006: B7L/B7LA
- 1998-2002: B6BLE
- 1998-2004: Super Olympian
- 1999-2006: B7TL
- 1997-2011: B7R
- 2002-2011: B9S Articulado/B9 SALF Articulado
- 1999-2011: B12M/B12MA (renomeado para B340M)
- 2003-2011: B9R
- 1997-2011: B12B
- 2001-2011: B12BLE/B12BLEA
- 1991-2011: B12/B12R
- 2000-2000: B7RLE

## Locais de produção
- Borås, Suécia (chassis)
- Uddevalla, Suécia (chassis)
- Wrocław, Polónia (chassis e carroçarias)
- Curitiba, Brasil (chassis e carroçarias)
- Cidade do México, México (chassis e carroçarias)
- Québec, Canadá (chassis e carroçarias, marca Prevost)